# Тирамба
Тирамба(греч. Τιράμπα) - античный город на Таманском полуострове, входивший в состав Боспорского царства V в. до н.э.- IV в. н.э. В настоящее время большая часть города находится на дне Азовского моря.

## Первые упоминания
Согласно сообщениям Страбона и Птолемея, Тирамба находилась в 120 стадиях к востоку от Киммерика, расположенного на Азиатском Боспоре. Предположительно ее локализуют в 20 км восточнее  Фанагории, на южном берегу Азовского моря, ок. устья Кубани, на окраине современного пос. Пересыпь. По другому предположению, Тирамба находилась в 8,5 км от совр. г. Темрюк, на территории его выселок. От городища у Пересыпи сохранилась незначительная часть (ок. 110 м в длину и 30 м в ширину) с оборонительным валом, который шел параллельно Кубанскому гирлу. Сохранившийся кусок городища представляет собой южную часть укрепления, сооруженного в I в. до н. э.
В 1953 году Анна Константиновна Коровина приняла участие в Таманской экспедиции, которую возглавлял профессор Борис Александрович Рыбаков, а с 1959 года сама руководила раскопками на Таманском полуострове, в том числе некрополя Тирамбы.

## История
Раскопками 1961– 1965 гг. выявлено, что поселение здесь было основано в кон. VI в. до н. э. Открыты остатки заглубленного жилища кон. VI–V вв . до н. э., остатки фундаментов, вымосток и водостока последующих веков. Расцвет Тирамбы происходит в IV–III вв. до н. э. В I в. до н. э. здесь строится укрепление из сырцового кирпича с глубоким рвом вокруг стен и отходящим от них оборонительным валом. В I в . н. э. оно было разрушено, но жизнь в городище продолжалась до III в. н. э. Найденная на городище керамика свидетельствует о тесных торговых связях Тирамбы с Фанагорией, откуда поступали и импортные греческие изделия (из Синопы, с о. Родос и др.). Для лепной посуды характерны формы, близкие прикубанским, встречаются также горшки с отогнутым венчиком и с ямочным орнаментом, напоминающие скифскую посуду и лепные кастрюли с ручками, подражающие боспорским гончарным. Лепная посуда Тирамбы отличается тщательностью изготовления. В первые века н. э. качество ее ухудшается.

## Погребальный обряд
Некрополь Тирамбы тянется к западу и юго-западу от городища вдоль побережья на 1,5 км и приблизительно на 0,5 км в ширину. Для могил VI– V вв . до н. э. характерно трупо-положение в простых грунтовых ямах с устойчивой ориентацией восток-запад, с оружием: акинаки, наконечники копий и стрел.
В кон. IV– III вв . до н. э. распространяется обряд кремации и захоронение детей в амфорах и корчагах, с III в. до н. э. начинается сооружение земляных склепов, а во II- I вв . до н. э. появляются подбойные могилы. В III в. до н. э. – I в. н. э. в погребениях, особенно в склепах, встречается много украшений. В женских могилах много бус, перстней, браслетов, фибул. На рубеже н. э. в могилы кладут превосходного качества терракоты, большей частью из фанагорийских мастерских. К III в. н. э. жизнь в Тирамбе постепенно стала затухать, видимо, из-за постоянных набегов кочевников. С уменьшением береговой линии Азовского моря, город, за исключением небольшой части некрополя оказался под водой.